# Fagocitose

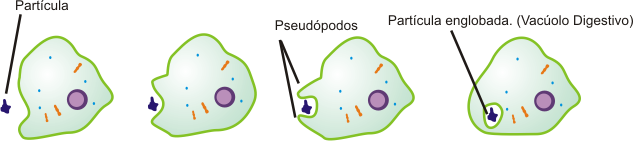
Esquema da fagocitose por pseudópodes

Fagocitose ( do grego antigo,  φαγεῖν  (phagein), "devorar" , κύτος (kytos),  "células") é o processo pelo qual uma célula usa sua membrana plasmática para englobar partículas grandes (≥ 0,5 μm), dando origem a um compartimento interno chamado fagossoma.
Nos sistemas imunológicos de organismos multicelulares, a fagocitose é um dos principais mecanismos usados para remover patógenos e restos celulares.  O material ingerido é então digerido no fagossoma.  Bactérias, células de tecidos mortos e pequenas partículas minerais são exemplos de objetos que podem ser fagocitados.  Alguns protozoários usam a fagocitose como meio de obter nutrientes.

## História
A fagocitose foi observada pela primeira vez pelo médico canadense William Osler (1876), e mais tarde estudada e nomeada por Élie Metchnikoff (1880, 1883).

## No sistema imunológico

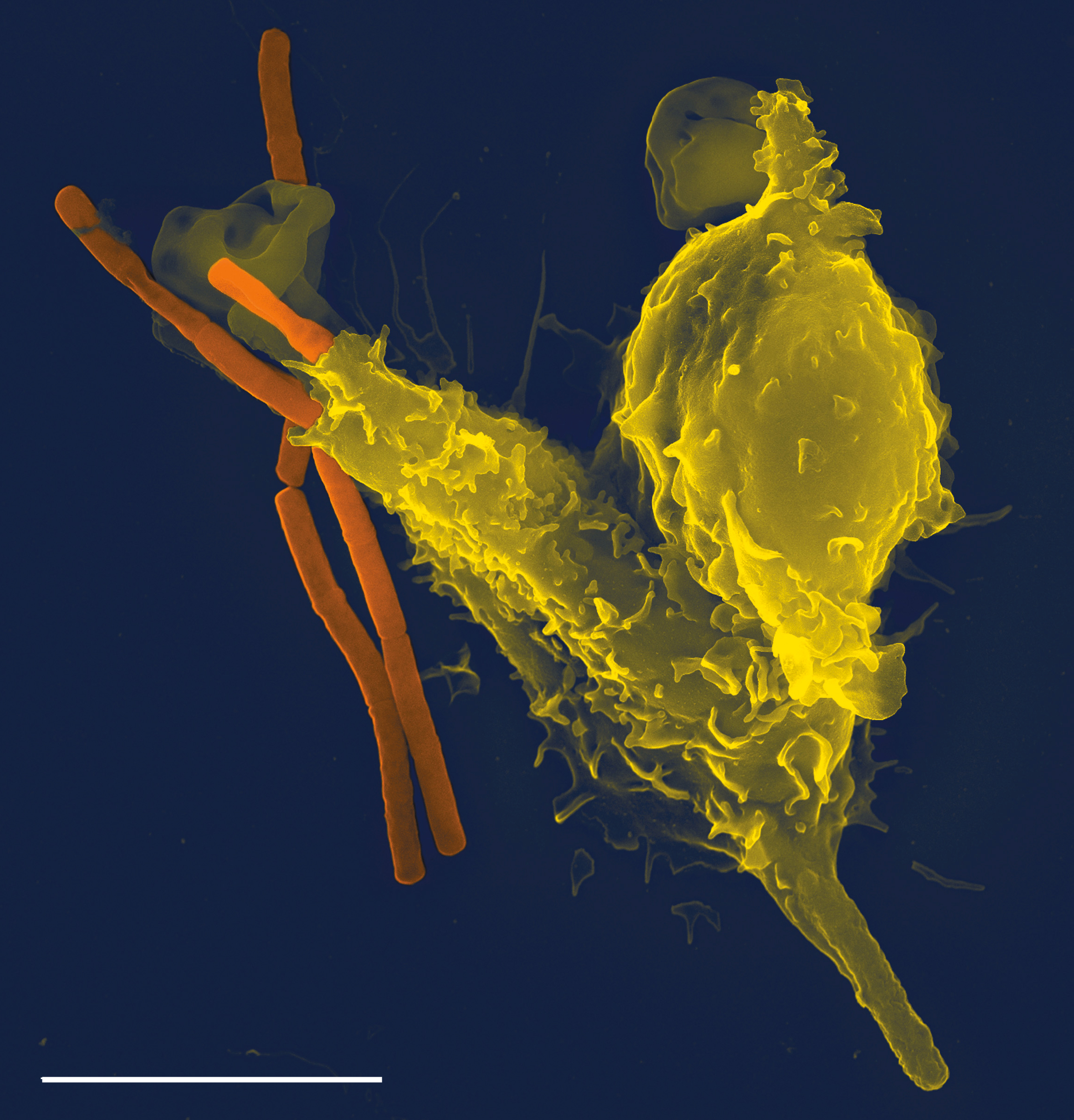
Micrografia eletrônica de varredura de um fagócito (amarelo, direito) fagocitando bacilos de antraz (laranja, à esquerda)

A fagocitose é um dos principais mecanismos da resposta imune inata.  É um dos primeiros mecanismos de resposta à infecção e um dos ramos iniciais de uma resposta imune adaptativa .  Embora a maioria das células sejam capazes de fagocitar, alguns tipos de células a executam como parte de sua função principal.  Estes são chamados de "fagócitos profissionais".  A fagocitose é antiga em termos evolutivos, estando presente até em invertebrados .

### Células fagocitárias profissionais
Neutrófilos , macrófagos , monócitos , células dendríticas , osteoclastos e eosinófilos podem ser classificados como fagócitos profissionais.  Os três primeiros têm o maior papel na resposta imune à maioria das infecções.
O papel dos neutrófilos na resposta imune se dá, em grande parte, pela patrulha da corrente sanguínea seguida de rápida migração para os tecidos em caso de infecção.  Após migrar para o tecido, essas células têm efeito microbicida direto por fagocitose.  Os neutrófilos são capazes de fagocitar microorganismos opsonizados principalmente através dos receptores Fc e complementam os receptores 1 e 3.  O efeito microbicida dos neutrófilos se dá em grande parte  devido a um grande repertório de moléculas presentes em grânulos pré-formados.  Enzimas e outras moléculas preparadas nestes grânulos são proteases, tais como colagenase , gelatinase ou serina proteases , mieloperoxidase , lactoferrina e proteínas antibióticas.  A degranulação destes no fagossoma, acompanhada de alta produção de espécies reativas de oxigênio (burst oxidativo) é altamente microbicida.
Macrófagos iniciam a fagocitose por receptores de manose , receptores sequestradores , receptores Fcγ e receptores de complemento 1, 3 e 4.  Os macrófagos são capazes de fagocitar microorganismos diversas vezes sem perder viabilidade, produzindo continuamente novos lisossomos.

### Receptores iniciadores
Receptores para fagocitose podem ser divididos em duas categorias.  Os receptores opsônicos dependem de opsoninas . Entre estes estão os receptores que reconhecem a parte Fc de anticorpos IgG, e proteínas do sistema complemento depositadas em células.  Os receptores não-opsónicos incluem receptores do tipo lectina, receptor de Dectina ou receptores de captação.  Algumas vias fagocíticas requerem um segundo sinal de receptores de reconhecimento de padrões (PRRs) ativados por ligação a padrões moleculares associados a patógenos (PAMPS), o que leva à ativação de NF-κB .

#### Receptores Fcγ
Os receptores Fcγ  reconhecem alvos revestidos com IgG.  A principal parte reconhecida é o fragmento Fc. Por exemplo, macrófagos humanos possuem receptores o FcγRI , FcγRIIA e FcγRIII .  A fagocitose mediada pelo receptores Fcγ em neutrófilos e ativa uma explosão oxidativa microbicida.

#### Receptores do complemento
Estes receptores atuam no reconhecimento de alvos revestidos pelas proteínas C3b , C4b e C3bi do sistema do complemento plasmático. Nos macrófagos, o CR1 , CR3 e CR4 são responsáveis pelo reconhecimento dos alvos.

#### Receptores de manose
A manose e outros açúcares associados a patógenos, como a fucose , são reconhecidos pelo receptor de manose.  A ingestão mediada pelo receptor de manose é distinta nos mecanismos moleculares do receptor Fcγ ou da fagocitose mediada pelo receptor do complemento.

### Fagossoma
O engolfamento do material é facilitado por uma parte do citoesqueleto com capacidade contrátil, chamada de sistema contrátil actina-miosina.  A fagocitose do material dá origem ao fagossoma, que se move em direção ao centrossoma do fagócito e é fundido com os lisossomos , formando um fagolisossomo.  Progressivamente, o fagolisossomo é acidificado, ativando enzimas degradativas.
A degradação pode ser dependente de oxigênio ou independente de oxigênio.
- A degradação dependente do oxigênio depende do NADPH e da produção de espécies reativas de oxigênio .  O peróxido de hidrogênio e a mieloperoxidase ativam um sistema halogenante, que leva à criação de hipoclorito e à destruição de bactérias.[8]
- A degradação independente de oxigênio depende da liberação de grânulos, contendo enzimas proteolíticas, como lisozimas , e proteínas catiônicas, como as defensinas .  Outros peptídeos antimicrobianos estão presentes nesses grânulos, incluindo a lactoferrina , que sequestra o ferro, privando microorganismos dess nutriente.[4][5]

Alguns leucócitos são capazes de gerar cianeto de hidrogênio durante a fagocitose, podendo matar bactérias , fungos e outros patógenos, gerando vários outros produtos químicos tóxicos.

## Na apoptose
Após a apoptose , as células que estão morrendo precisam ser absorvidas pelos macrófagos em um processo chamado eferocitose .  Uma das características de uma célula apoptótica é a apresentação de uma variedade de moléculas intracelulares na superfície celular, como calreticulina , fosfatidilserina (da camada interna da membrana plasmática), anexina A1 , LDL oxidada e glicanos alterados.  Essas moléculas são reconhecidas por receptores de macrófagos, como o receptor de fosfatidilserina ou por receptores extracelulares, como trombospondina 1 , GAS6 e MFGE8 , que se ligam em uma segunda etapa a outros receptores no macrófago, como o CD36. e alfa-v beta-3 integrina.  O acúmulo de remanescentes de células apoptóticas que não foram fagocitados corretamente está associada a distúrbios autoimunes.

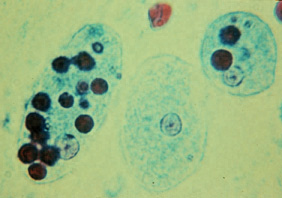
Trofozoítos de Entamoeba histolytica com eritrócitos ingeridos

## Em protistas
Em muitos protistas , a fagocitose é usada como meio de alimentação, fornecendo parte ou toda a sua nutrição.  Isso é chamado de nutrição fagotrófica , distinta da nutrição osmotrófica que ocorre por absorção.  
- Em alguns, como a ameba, a fagocitose é executada por pseudópodes que englobam o alvo, assim como nos fagócitos de animais.  Em humanos, o amebozoário Entamoeba histolytica é capaz de fagocitar eritrócitos
- O grupo dos protozoários ciliados também se envolvem em fagocitose.[17]  Nos ciliados, há uma ranhura ou câmara especializada no processo de fagocitose chamada citostoma.

Como nas células imunológicas fagocíticas, o fagossomo resultante pode ser fundido com lisossomas contendo enzimas digestivas, formando um fagolisossomo.  As partículas dos alimentos serão então digeridas e os nutrientes liberados serão difundidos ou transportados para o citosol para uso em outros processos metabólicos.
Organismos mixotróficos podem combinar nutrição fagotrófica e nutrição fototrófica .